# Stazione di Via dei Monaci
Stazione di Via dei Monaci vasútállomás Olaszországban, Torre del Greco településen.

## Vasútvonalak
Az állomást az alábbi vasútvonalak érintik:
- Napoli-Pompei-Poggiomarino-vasútvonal

## Kapcsolódó állomások
A vasútállomáshoz az alábbi állomások vannak a legközelebb:
- Stazione di Villa delle Ginestre
- Stazione di Via del Monte